# Muza (Yémen)
Pour les articles homonymes, voir Muza.
Muza est une ancienne ville portuaire, en Arabie du Sud, sur la côte de la mer Rouge, dans les environs de l'actuelle Mocha ou Mokka.
Selon le Périple de la mer Érythrée (7, 21-25), Muza est, sur la route d'Arsinoé / Cléopatris (Suez), le premier port en toute sécurité sur la côte d'Arabie, sur les plus de 1000 milles marins au sud de Leukè Komè. 

## Histoire
Elle a été la capitale de la province de Mafar sous le règne de Holaibos. Le principal port sur la côte est de la Mer Rouge a maintenu des relations commerciales étroites avec la partie africaine, Avalites emporium, l'actuelle Zeilah, et contrôlait Azania, sur la Côte d'Ajan, pour le compte des Sabéens. C'était un port important pour le commerce avec l'Inde.